# Sjoemerlja
Sjoemerlja (Russisch: Шумерля; Tsjoevasjisch: С̧ӗмӗрле, Şěměrle) is een stad in Russische autonome republiek Tsjoevasjië. De stad ligt op de rechteroever van de rivier de Soera, aan de autoweg van Nizjni Novgorod naar Oeljanovsk.
In 1916 werd Sjoemerlja gesticht aan de in 1918 geopende spoorlijn van Moskou naar Kazan. De stad verkreeg stadsrechten in 1937.
De voornaamste industrieën zijn houtverwerking en chemie.
| 1926   | 1939   | 1959   | 1970   | 1979   | 1989   | 2002   |
| ------ | ------ | ------ | ------ | ------ | ------ | ------ |
| 15.200 | 15.200 | 30.200 | 33.800 | 37.300 | 41.986 | 36.239 |

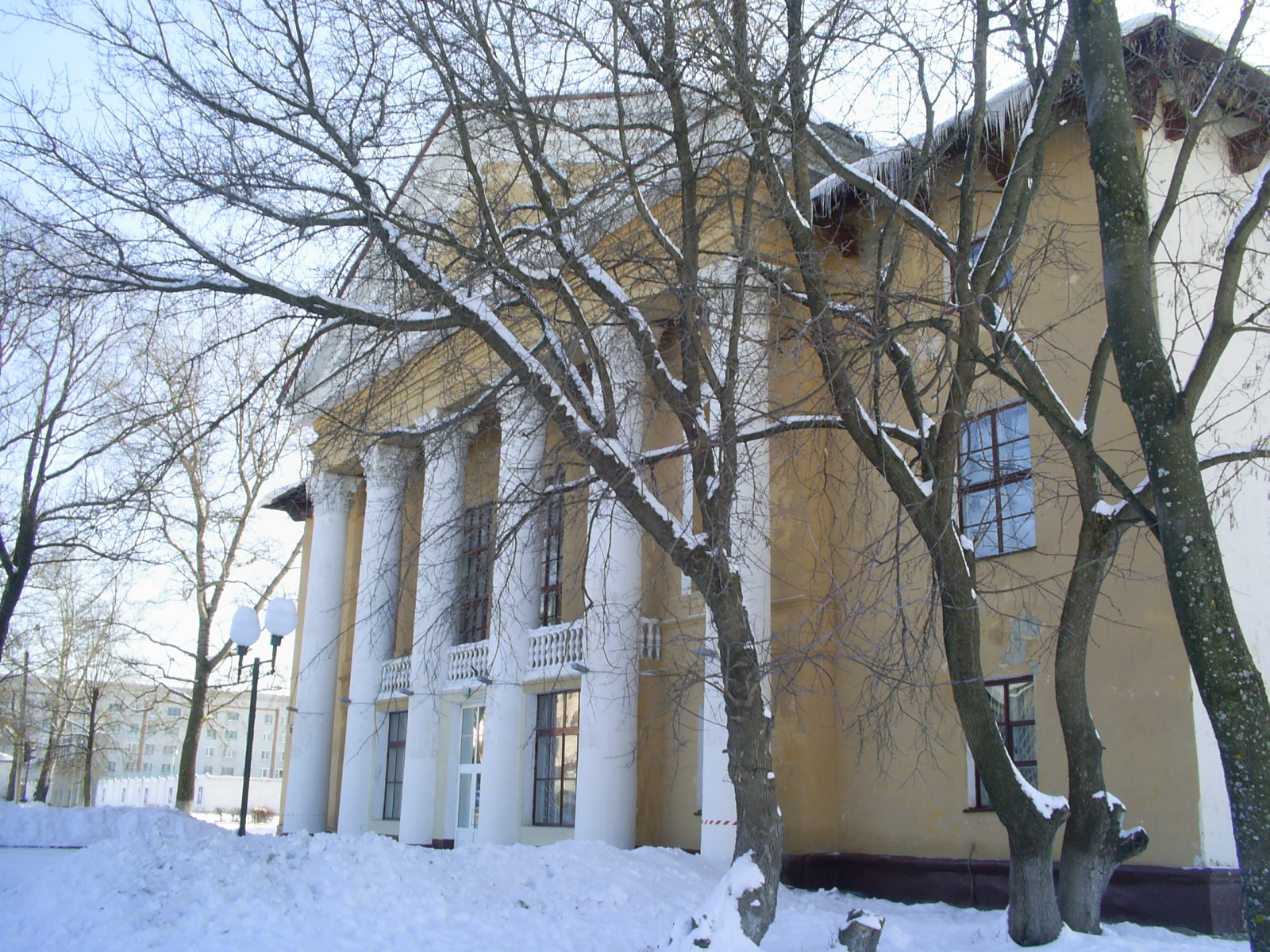
Muziekschoolgebouw

Bestuurlijk centrum: Tsjeboksary

Alatyr · Jadrin · Kanasj · Kozlovka · Mariinski Posad · Novotsjeboksarsk · Sjoemerlja · Tsivilsk